# Sphenobaiera
Sphenobaiera (lat. Sphenobaiera je oblik roda za listove biljaka koji se nalaze u stijenama od razdoblja trijasa do krede. Rod Sphenobaiera koristi se za biljke s klinastim lišćem koje se od Ginkgo, Ginkgoites i Baiera razlikuju po tome što nemaju peteljku. Izumrla je prije otprilike 72,6 milijuna godina. Porodica kojoj ovaj rod pripada nije konačno utvrđena; afinitet s Karkeniaceae je predložen na morfološkim osnovama.
Sphenobaiera ikorfatensis (Seward) Florin f. papillata Samylina pronađena je u formacijama donje krede na zapadnom Grenlandu, gornjoj juri azijskog SSSR-a, u formacijama razdoblja gornjeg trijasa geoparka Paleorrota u Brazilu i jedinici bazalnih stijena Lakota formacije Black Hillsa, za koju je Fontaine smatrao biti donje kredne starosti. To je ginkofit.

## Vanjske poveznice
|  | Zajednički poslužitelj ima još gradiva o temi Sphenobaiera |
|  | Wikivrste imaju podatke o taksonu Sphenobaiera             |